# Championnat du Venezuela de football 1955
Navigation
Édition précédente Édition suivante
La 35e édition du championnat du Venezuela de football est remportée par La Salle FC. C’est le second titre de champion du club. La Salle FC l’emporte avec cinq points d’avance sur Deportivo Español et huit points sur Dos Caminos SC. 

## Les clubs de l'édition 1953
| Club              | Stade | Capacité | Ville |
| ----------------- | ----- | -------- | ----- |
| La Salle FC       | -     | -        |       |
| Deportivo Español | -     | -        |       |
| Dos Caminos SC    | -     | -        |       |
| Deportivo Vasco   | -     | -        |       |
| Loyola SC         | -     | -        |       |

## Compétition

### Classement
| Rang | Équipe            | Pts | J  | G | N | P | Bp | Bc | Diff |
| ---- | ----------------- | --- | -- | - | - | - | -- | -- | ---- |
| 1    | La Salle FC       | 12  | 18 | 8 | 2 | 2 | 26 | 5  | +21  |
| 2    | Deportivo Español | 11  | 13 | 5 | 3 | 3 | 16 | 17 | -1   |
| 3    | Dos Caminos SC    | 11  | 10 | 4 | 2 | 5 | 17 | 22 | -5   |
| 4    | Deportivo Vasco   | 11  | 8  | 3 | 2 | 6 | 11 | 18 | -7   |
| 5    | Loyola SC         | 11  | 7  | 3 | 1 | 7 | 18 | 36 | -18  |

| Légende : Qualifications et relégations | Légende : Qualifications et relégations |
| --------------------------------------- | --------------------------------------- |
|                                         | Champion du Venezuela                   |
|                                         | Relégation en deuxième division         |
|                                         | (T) : Tenant du titre (P) : Promu       |

### Matchs

#### Premier Round
Le premier round se déroule du 5 mars au 14 avril.
| Résultats (▼dom., ►ext.)                                   | LSFC | DE  | DCSC | DV  | LSC |
| La Salle FC                                                |      | 1-0 | 3-0  |     | 2-0 |
| Deportivo Español                                          |      |     |      | 1-0 | 2-1 |
| Dos Caminos SC                                             |      | 2-2 |      | 2-1 |     |
| Deportivo Vasco                                            | 0-0  |     |      |     | 1-0 |
| Loyola SC                                                  |      |     | 3-2  |     |     |
| - Victoire à domicile - Match nul - Victoire à l'extérieur |      |     |      |     |     |

#### Second Round
Le Second round se déroule du 17 avril au 21 mai.
| Résultats (▼dom., ►ext.)                                   | LSFC | DE  | DCSC | DV  | LSC |
| La Salle FC                                                |      |     |      | 4-1 | 2-1 |
| Deportivo Español                                          | 1-0  |     | 2-1  | 2-1 |     |
| Dos Caminos SC                                             | 1-0  |     |      | 2-1 | 6-1 |
| Deportivo Vasco                                            |      |     |      |     | 2-0 |
| Loyola SC                                                  |      | 2-1 |      |     |     |
| - Victoire à domicile - Match nul - Victoire à l'extérieur |      |     |      |     |     |

#### Troisième Round
Le Troisième round se déroule du 26 mai au 18 juin.
| Résultats (▼dom., ►ext.)                                   | LSFC | DE  | DCSC | DV  | LSC |
| La Salle FC                                                |      | 1-1 | 7-0  | 4-0 | 2-0 |
| Deportivo Español                                          |      |     | 1-1  | -   |     |
| Dos Caminos SC                                             |      |     |      |     |     |
| Deportivo Vasco                                            |      |     | 1-0  |     | 3-3 |
| Loyola SC                                                  |      | 4-3 | -    |     |     |
| - Victoire à domicile - Match nul - Victoire à l'extérieur |      |     |      |     |     |

## Bilan de la saison
| Championnat du Venezuela de football 1955                             |                        |
| Champion                                                              | La Salle FC (2e titre) |
| Promotions et relégations                                             |                        |
| Promus en Primera División                                            | Banco Obrero           |
| Relégués en Championnat du Venezuela de football de deuxième division | Loyola SC              |